# Third stream
Le third stream est un genre musical qui synthétise la musique classique européenne et le jazz. Le terme est forgé en 1957 par le compositeur américain Gunther Schuller. L'improvisation est généralement considérée comme un élément clef du third stream.

## Définition
En 1961, Gunther Schuller définit le third stream (littéralement « troisième courant ») comme « un nouveau genre de musique situé à mi-chemin entre le jazz et la musique classique. » Il insiste sur le fait que « par définition, il n'existe pas de jazz du troisième courant. » Il note que si les critiques des deux côtés du troisième courant s'opposaient à la contamination de leur musique préférée par l'autre, les objections les plus fortes étaient généralement formulées par les musiciens de jazz qui considéraient que de tels efforts constituaient « une atteinte à leurs traditions ». Il a écrit qu'« en désignant la musique comme un « troisième courant séparé », les deux autres courants principaux pouvaient poursuivre leur chemin sans être affectés par les tentatives de fusion ». La musique du troisième courant est apparue à une époque où le jazz cherchait à être reconnu comme une forme d'art légitime et où les traditions musicales européennes étaient encore largement considérées comme la norme en fonction de laquelle toute la musique était jugée. La fusion du jazz et de la musique classique, formant un nouveau genre musical, aggrave la lutte de longue date des musiciens afro-américains pour faire reconnaître leur style artistique dans le courant dominant de la culture américaine.
Les critiques font valoir que le third stream, en s'inspirant de deux styles très différents, dilue la puissance de chacun en les combinant ; la composante jazz de la musique est critiquée pour son caractère trop sérieux et pas assez « swing » ; le third stream, en s'inspirant de deux styles musicaux contrastés pour former un nouveau genre musical, n'est pas bien accueilli par les deux parties. Tout au long de l'histoire du style musical third stream, l'introduction de deux styles musicaux contrastés formant un nouveau genre musical n'a été bien accueillie par aucun des deux camps, ce qui a valu aux défenseurs et aux praticiens de cette approche des batailles esthétiques de part et d'autre. D'autres rejettent ces notions et considèrent le third stream comme une évolution musicale intéressante.
En 2011, Gunther Schuller publie son autobiographie, A Life in Pursuit of Music and Beauty. Dans le chapitre 4, il décrit sa découverte du jazz à l'adolescence et son attirance pour la musique de Duke Ellington et comment il est fasciné par son style musical « libre, relâché, plus personnel », qu'il n'avait pas connu en tant qu'apprenant classique. Plus tard, il explique comment il a voulu combiner la musique classique et le jazz pour produire un troisième courant, et comment il a exploré ce style musical de diverses manières créatives. Il partage également son expérience de la volonté de rendre le conservatoire de musique de la Nouvelle-Angleterre plus inclusif en ajoutant de nouveaux programmes et des cours liés au jazz lorsqu'il en était le président, de 1967 à 1977.

## Histoire
Le mouvement naît vers le milieu des années 1950, en même temps que les premiers frémissements du free jazz, et participe de la volonté des acteurs de la scène jazz d'élargir encore leurs horizons musicaux. On peut trouver des antécédents au Third stream dans les travaux de compositeurs comme Béla Bartók ou Claude Debussy, qui visaient à renouveler la musique classique en puisant dans le vivier des musiques populaires européennes. De l'autre côté de l'Atlantique, des jazzmen comme Woody Herman, ou Mary Lou Williams (avec sa Zodiac Suite) avaient cherché à concilier jazz et classique, en intégrant par exemple des éléments tirés de compositions d'Igor Stravinsky.
Parmi les principaux représentants du third stream, on peut citer George Russell, John Lewis, Georges Handy, Jimmy Giuffre et Ran Blake. Bien que non exclusivement liés à ce courant, de nombreux musiciens comme Bill Evans, Eric Dolphy, Ornette Coleman, Kobi Arad ou encore Scott LaFaro ont contribué aux concerts ou enregistrements relevant de cette esthétique.
Plus tard, Ran Blake lui-même étend le concept de Third Stream au mélange de tout genre musical avec le jazz.